# Jeanne Marie Thérèse Vandier d'Abbadie
Jeanne Marie Thérèse Vandier d'Abbadie (né à Nuremberg, le 26 septembre 1899, morte à Neuilly-sur-Seine le 25 avril 1977) est une égyptologue française.

## Biographie
Née en Allemagne d'une vieille famille protestante française, Jeanne grandit à Paris dans un milieu d'artistes et d'acteurs. Ayant obtenu son bac littéraire, passionnée de théâtre, elle joue de petits rôles sous la direction de Mme Lara. Elle entre à l'École Nationale des Beaux-Arts puis à l'École du Louvre. Là, au Louvre, elle est fascinée par l'archéologie et suit des cours d'égyptologie auprès de Charles Boreux. Poursuivant ses études à l'Institut catholique de Paris, elle y rencontre Jacques Vandier, qu'elle épouse le 5 novembre 1931. En 1932, elle part avec lui en Égypte pour y travailler au sein de l'Institut français d'archéologie orientale, jusqu'en 1936.
De retour à Paris en 1939, Jeanne Vandier aide le conservateur du Musée du Louvre, son ancien professeur Charles Boreux, a évacuer les trésors du musée. Aucun objet n'a été détérioré durant la guerre et tous ont pu être réinstallés en 1946 sous la supervision de son mari qui devient le nouveau conservateur du musée.
En 1955, Jacques subit une attaque de poliomyélite et reste gravement handicapé des membres inférieurs. Il continue cependant son travail jusqu'à sa mort en octobre 1973. Les dernières années de Jeanne sont consacrées à la publication des recherches de son mari et à des projets inachevés comme des copies de textes du Moyen Empire du temple de Tôd. Elle ne survit que quatre ans à son mari et meurt à Neuilly-sur-Seine le 25 avril 1977. Ils sont enterrés au cimetière de Montmartre.

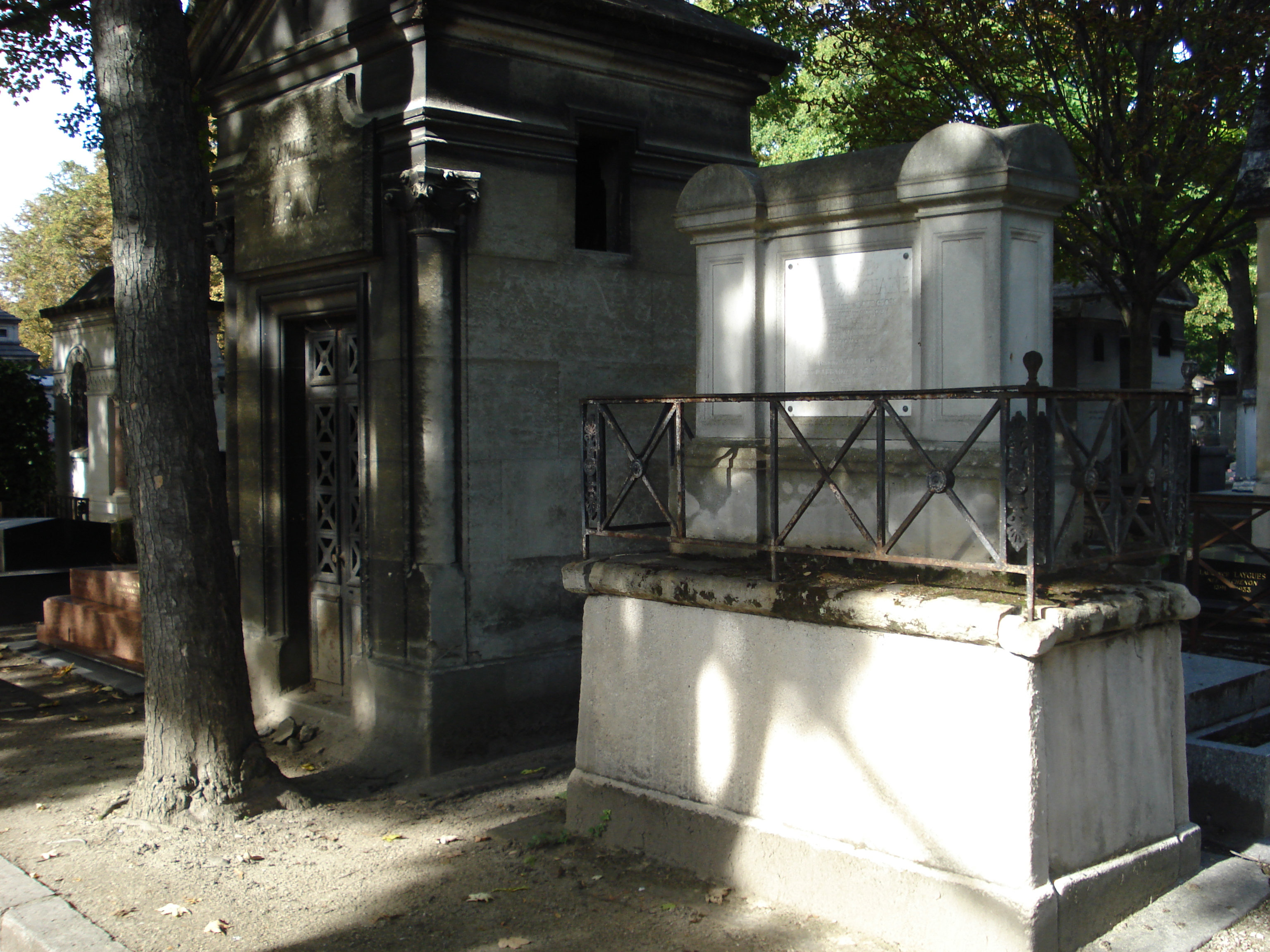
Sépulture des Vandier.

## Publications
- avec Jacques Vandier, « Tombes de Deir el-Médineh. La tombe de Nefer-Abou », Mémoires de l'Institut français d'archéologie orientale (MIFAO), no 69,‎ 1935 ;
- « Deux tombes de Deir el-Médineh, vol I : La chapelle de Khâ », Mémoires de l'Institut français d'archéologie orientale (MIFAO), no 73,‎ 1939 ;
- « Deux tombes ramessides à Gournet-Mourraï », Mémoires de l'Institut français d'archéologie orientale (MIFAO), no 87,‎ 1954 ;
- « À propos d'une chauve-souris sur un ostracon du musée du Caire », Bulletin de l'Institut français d'archéologie orientale (BIFAO), no 36,‎ 1936 ;
- « Une fresque civile de Deir el-Médineh », Revue d'égyptologie, no 3,‎ 1938, p. 27-35 ;
- Les objets de toilette égyptiens au musée du Louvre, Paris, Édition des musées nationaux, 1972.